# Șa (formă de relief)

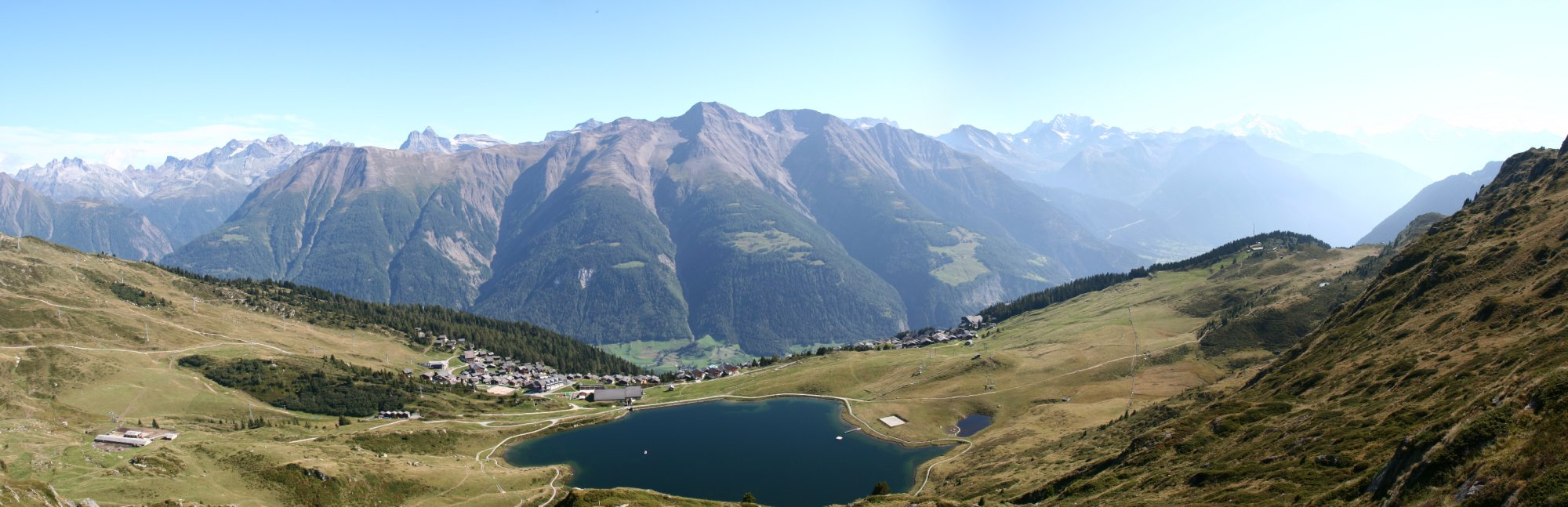
Șa din Elveția

Șaua este o formă de relief reprezentând o depresiune între două vârfuri.